# Leucauge simplex
Leucauge simplex là một loài nhện trong họ Tetragnathidae.
Loài này thuộc chi Leucauge. Leucauge simplex được miêu tả năm 1903 bởi F. Octavius Pickard-Cambridge.